# ボートピープル

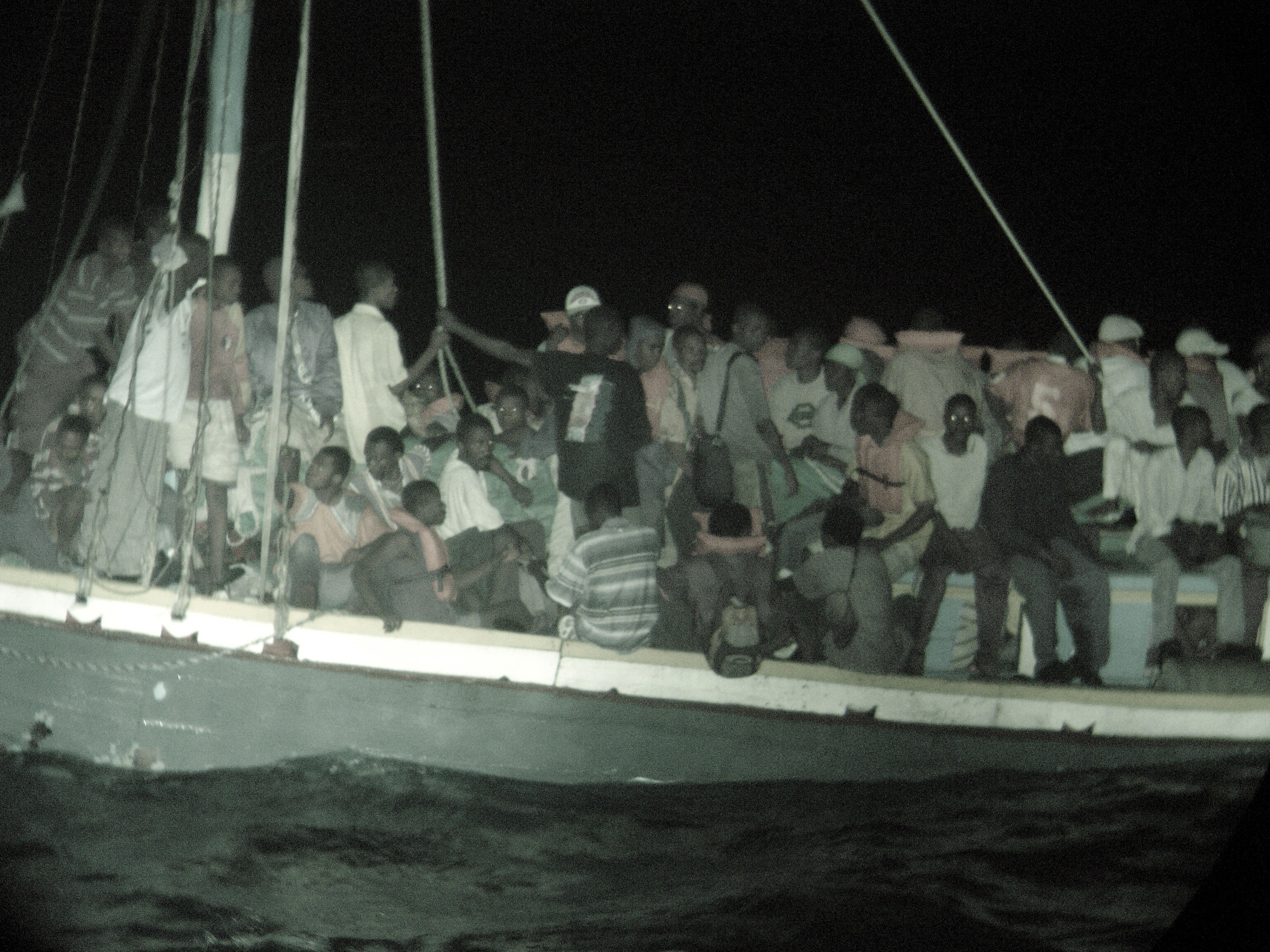
ハイチからのボートピープル

ボートピープル（英語: boat people）とは、紛争・圧政などの下にある地から、漁船やヨットなどの小船に乗り、移民・難民（経済・政治）となって外国へ逃げ出した人々である。
朝鮮民主主義人民共和国、大韓民国、中華人民共和国、キューバ、ベトナム戦争以降の南ベトナム、アルバニア、モロッコなどで発生し、香港、アメリカ合衆国、カナダ、タイ、インドネシア、オーストラリア、日本、イタリア、スペインなどへ脱出している。
戦争、人種的対立、旧共産圏からの政治的迫害、社会主義思想を嫌う人々の他、経済的貧窮を逃れ新天地を求めようと脱出する人々などがいた。また、日本への例として、朝鮮半島からは、戦前・戦後の出稼ぎ、朝鮮戦争や弾圧を逃れるための密航があった。

## 犠牲
古い小型船舶に多数の難民が乗船するなどして、船内の環境は劣悪だった。水・食糧の奪い合い、死体を食べたり、海賊による略奪・襲撃にあったり、サメやシャチなどの肉食性の海棲大型動物に襲われたりもした。
船に公海上での方向指示機能が無いことも多く、海難により多数の犠牲者が出ることもある。
南シナ海上では、タイの海賊や不良漁民によって金品を狙った強盗が行われ、時には強姦、殺人も起こった。タイの海賊は、ボートピープルが財産として持ち出した宝石や貴金属などをターゲットとした。1981年にベトナムを離れた避難民のうち、7割以上がタイの海賊に一度は遭遇したともいわれる。

## 朝鮮半島からのボートピープル
第二次世界大戦前から戦後にかけ、朝鮮半島からは多くの密航が行われ、密航組織や密航者の摘発が頻繁に行われた。1934年、朝鮮人の移入により治安や失業率が悪化したため、朝鮮人の移入を阻止するために朝鮮、満洲の開発を行うとともに密航の取り締まりを強化するための「朝鮮人移住対策ノ件」を閣議決定した。
1938年末には、摘発された密航朝鮮人180人が強制送還されている。1939年1月には300人の密航朝鮮人が強制送還された。2月には密航朝鮮人128人が一網打尽に逮捕されている。3月には250余名の朝鮮人を強制送還している。このように余りに密航が多いため1939年春から日本内地への渡航の取り締まりを緩和するようになったが、6月22日までに日本内地への渡航証明下付出願者は40,485人に上り、漫然渡航者として19,110人が論旨され、2,000人の密航者が摘発されている。また、朝鮮人のなかには渡航証明書を偽造して売りさばき巨利を貪るものもいた。第二次世界大戦中にも密航者は増加し、警察による摘発も行われていた。
こうした背景には当時、内地と朝鮮半島との賃金格差が大きかった事が挙げられる。
第二次世界大戦後、北朝鮮の共産化、朝鮮戦争の混乱、済州島四・三事件の弾圧は、日本への難民/密航者を大量に生んだ。済州島四・三事件に続く麗水・順天事件の際にも、日本への密航者が生み出された。済州島出自の朝鮮人は大阪市生野区を中心に9万人以上になる。
マルハン韓昌祐会長や作家のキム・ギルホなどが、密航で日本に入国した事を認めている。孫正義の父は、一族を連れて1947年に南朝鮮から密航船で日本へ移住した。また河島英五は、自分の父親が済州島出身のボートピープルである事をライブでカミングアウトしている。

## ベトナムからのボートピープル
ベトナム戦争では1975年4月30日の「サイゴン陥落」以降、旧ベトナム共和国（南ベトナム）から数多くの難民が国外に亡命した。ボートピープルの多くは都市部出身者、旧南ベトナム政府関係者や旧南ベトナム軍関係者とその家族、資産家、富裕層、華僑や華人であった。香港、マカオの難民収容所の7割は中国系ベトナム人であった。中国系のボートピープルが多く出たのは、中国とベトナムの対立でベトナム政府が華僑を排除する政策を打ち出したためである。
1978年、オーストラリアのマッケラー移民相は、ベトナム当局が社会事業の一環として、ベトナム国内の華僑人口を減らすため、難民の大量流出を助長している証拠は十分に揃っているとして、ベトナムを非難した。 オーストラリアは、1975年から1985年の10年間に9万人以上のベトナム難民を受け入れているが、1986年のオーストラリア在住の華僑・華人人口20万人のうちベトナム出身の華僑・華人は最多の39％で、約8万人であった。
1988年には、ペルシャ湾での任務に向かうアメリカ海軍の揚陸艦に食料だけ与えられ救助されず、故障した船で漂流していた難民がフィリピンで救助されるなど、はじめに比べ、国際社会の関心は薄れていく。1980年代に入ると、ボートピープルがベトナムに帰国した場合、国際連合難民高等弁務官事務所から帰国手当てが支払われ、こうした手当てを目的に、第三国を出国する経済難民が増えた。
アメリカ合衆国は、これまで旧南ベトナムから多くの移民を受け入れている。アメリカには、多くの亡命ベトナム人のコミュニティが存在しており、特にリトル・サイゴン　 (Little Saigon) というベトナムタウンが有名である。1970年代後期から、第三国に移住したインドシナ系中国人の増加により、フランスやオーストラリア、カナダ、アメリカなどでは、世界有数規模のチャイナタウンが新たに形成されていった。 ニューヨークやロサンゼルスの他、シカゴの北華埠、パリ南部13区、シドニー郊外のカブラマッタなどの大規模なチャイナタウンは1975年以降、海外に移住したインドシナ華僑により形成された。

### 受け入れ国
各国の現在までのインドシナ半島3国からの難民受け入れ数は、以下の通りとなっている。
| アメリカ合衆国 | 82万3000人 |
| オーストラリア | 13万7000人 |
| カナダ         | 13万7000人 |
| フランス       | 09万6000人 |
| ドイツ         | 01万9000人 |
| イギリス       | 01万9000人 |
| 日本           | 01万1000人 |
| アイスランド   | 00万0400人 |

### 背景
社会主義化に伴う資産制限・国有化、また中越戦争による民族的緊張により、1978年前後をピークに、大量の華人が移民もしくはボートピープルとして、ベトナムから国外に流出した。在ベトナム華人人口は、南北で1975年145万人から1987年28.5万人にまで減少しているが、これは統一後111万1000人の華人がボートピープルなどとして、ベトナムからアメリカ合衆国・カナダなど第三国に移住し、26万人が中華人民共和国に帰国したためである。
1975年以前に、南部に居住する華人120万人のうち、110万人はサイゴンに在住し、さらにそのうち70万人はチョロン地区在住であった。中越戦争期には、華人が大量に難民として出国したため、チョロンの華人人口は、1975年の70万人から1978年に10万人にまで激減した。
こうした大量のベトナム系中国人が国外に脱出した背景には、中越関係悪化の中、ベトナムの経済や流通の中枢を華僑が押さえていたことに対し、ベトナム社会主義共和国政府が危機感を募らせ、組織的にこれを追放したことがある。ドイモイ以後はベトナムに帰還する華人も増え、華人人口は復調傾向にある。
また、ベトナムでは政府によって、約10万人にのぼる南ベトナム政府及び南ベトナム軍関係者らに、当局への出頭が命ぜられ再教育キャンプに送られ、階級・地位に応じて、それぞれ短いものは数週間、長いものは数年以上をキャンプで過ごした。1992年時点で、10万人のうち9万4000人は釈放されて社会に復帰していたが、残る6000人はまだ再教育キャンプに収容されていた。米越間協議で9万4000人のうち3年間以上収容されていた4万5000人については、本人が希望した場合、アメリカ合衆国が家族とともに受け入れる事に同意した（当時、国内の窮乏と異常な失業率の高さに悩むベトナム側は、アメリカ側へ9万4000人全員とその家族を引き取るよう要求した）。

### 避難ルート
ボートピープルの多くは、約240km東方の南シナ海の混雑する国際航路に向かった。運が良ければ、貨物船に救助されて、2200km離れた香港に移送された。マレーシア、タイ、フィリピンにたどり着く船もあった。不運な場合、何ヶ月もの間、何度か中華人民共和国の海岸に停泊しつつ、飢えと喉の渇きに耐えながら航海を続けることになり、また、海賊に虐殺されたと思われる死体が、周辺国の海岸に漂着することもしばしばあった。国際連合難民高等弁務官事務所は、ボートピープルに対処するために、マレーシア・タイ王国・フィリピン・香港・インドネシアに、難民キャンプを設置した。
1979年7月、香港が無条件で難民を受け入れる「第一収容港」となってから、ベトナムのボートピープルは、圧倒的に香港に向かうようになった。香港では、最終的に20万人以上が受け入れられ、難民は20年以上に渡って、香港の深刻な社会問題（越南船民問題）となった。経済的負担や犯罪の増加、難民による暴動などが、香港人にとって大きなマイナスとなったが、香港政府は始終温和な政策を採っていたため、最終的な決着は2000年まで着くことがなかった。国際連合難民高等弁務官事務所によれば、ベトナムのボートピープルの処理のために、香港は16.1億香港ドルの費用を背負った。

## チュニジアからのボートピープル
ジャスミン革命で多くの人々がランペドゥーザ島に来た。